# Hôtel de Cacqueray
Pour les articles homonymes, voir Cacqueray.
Pour les autres membres de la famille, voir Famille de Cacqueray.
L'hôtel de Cacqueray est un hôtel particulier du XIXe siècle de la ville d'Angers, en Maine-et-Loire .

## Situation
L'hôtel est situé au n° 53 de la rue Toussaint.

## Histoire
Frédéric-Joseph de Cacqueray fait construire l'hôtel particulier vers 1840.
Il est recensé à l'inventaire général du patrimoine culturel.